# Mohanpur Kamalpur
Mohanpur Kamalpur – gaun wikas samiti we wschodniej części Nepalu w strefie Sagarmatha w dystrykcie Siraha. Według nepalskiego spisu powszechnego z 2001 roku liczył on 872 gospodarstw domowych i 5038 mieszkańców (2487 kobiet i 2551 mężczyzn).